# خانه‌ای از شن و مه
خانه‌ای از شن و مه (به انگلیسی: House of Sand and Fog) یک فیلم درام آمریکایی محصول سال ۲۰۰۳ به کارگردانی وادیم پرلمان با بازی شهره آغداشلو، بن کینگزلی، جنیفر کانلی و ران الدارد است. این فیلم در وبگاه متاکریتیک، بر پایه دیدگاه ۴۱ منتقد سینما، نمره ۷۱ از ۱۰۰ را دریافت کرده است.
داستان فیلم دربارهٔ درگیری یک زن جوان و یک خانواده ایرانی مهاجر بر سر مالکیت خانه‌ای در شمال کالیفرنیا است. این فیلم نامزد سه جایزه اسکار شد: بهترین بازیگر مرد (بن کینگزلی)، بهترین بازیگر نقش مکمل زن (شهره آغداشلو) و بهترین موسیقی متن اصلی (جیمز هورنر).

## داستان
داستان فیلم در دهه ۹۰ میلادی رخ می‌دهد مسعود امیربهرانی (با بازی بن کینگزلی) یک سرهنگ نیروی هوایی شاهنشاهی ایران است که در پی انقلاب ۱۳۵۷ همراه با همسرش نادره (با بازی شهره آغداشلو) و پسر نوجوانش اسماعیل به آمریکا مهاجرت می‌کند و در سانفرانسیسکو ناگزیر می‌شود برای ادامه زندگی به سبک اشرافی گذشته‌اش به کارهای سخت روی آورد. وی با دیدن آگهی حراجی یک خانه در نزدیکی ساحل، به خرید خانه‌ای کوچک و دنج مبادرت می‌کند که از سوی شهرستان آن ناحیه به حراج گذاشته شده است. ساکن آن خانه زنی جوان و افسرده به نام کیتی نیکولو (با بازی جنیفر کانلی) است که همسرش او را ترک کرده و این خانه از پدرش به او ارث رسیده است. اما کیتی به دلیل عدم توجه به پرداخت مالیات‌های سالیانهٔ به شهرستان، خانه را از دست داده، و اکنون مسعود امیربهرانی و خانواده‌اش ساکن آن خانه هستند.
یک مأمور پلیس محلی به نام لستر بوردون (با بازی ران الدارد) با دیدن کیتی عاشق او می‌شود، تا حدی که همسر و فرزندان خود را ترک کرده، و برای پس گرفتن خانهٔ سابق کیتی، خانواده سرهنگ امیربهرانی را به‌طور غیرقانونی تحت فشار می‌گذارد، اما کار به جایی نمی‌برد.
نهایتاً، کیتی به خانه سابق خود رفته، و در آنجا اقدام به خودکشی می‌کند، اما نادره به موقع از این اقدام او جلوگیری می‌کند. لستر از این حادثه مطلع گشته، و خانواده امیربهرانی را با تهدید اسلحه درون خانه خودشان در توالت زندانی می‌کند.
صبح روز بعد، و پس از سپری کردن شب در توالت، سرهنگ امیربهرانی به لستر قول می‌دهد که خانه را به شهرستان بفروشد تا کیتی بتواند سعی کند آن را به نحوی از شهرستان پس گیرد. در ساختمان شهرداری، و قبل از امضای سند، لستر با ضرب و شتم به امیربهرانی هشدار می‌دهد که اگر حقه‌ای توی کارش باشد، آنها را به خاک سیاه خواهد نشاند. اسماعیل (پسر سرهنگ امیربهرانی) در آن هنگام سریعاً اسلحه کمری را از لستر گرفته و به او نشانه می‌رود. اوضاع وخیم می‌شود و اسماعیل در این گیرودار توسط دو مأمور پلیس در آن نزدیکی‌ها که سروصداها را شنیده‌اند به‌طور اشتباهی تیر می‌خورد و راهی بیمارستان می‌شود. در بیمارستان، امیربهرانی به سجده افتاده و با خدا نذر می‌کند که اگر پسرش جان سالم بدر برد، خانهٔ کیتی رو پس بدهند، اما اسماعیل در همان لحظه در بیمارستان می‌میرد.
لستر به زندان می‌افتد، و بهرانی که از مرگ پسرش دیوانه شده است به خانه بازمی‌گردد و بدون بازگو کردن وقایع به نادره لبخند می‌زند و می‌گوید: «وقتش فرا رسیده که به اصفهان بازگردیم»، و از اینکه او را سال‌ها از وطنش دور کرده از او پوزش می‌طلبد. سپس مخفیانه در چای نادره سم کشندهٔ خواب‌آور می‌ریزد، و نادره را پس از فرورفتن در خواب مرگ در تخت می‌خواباند. سپس یونیفرم افسری نیروی هوایی شاهنشاهی ایران خود را پوشیده، و درحالی که به خاطرات خودش و همسرش در سواحل دریای خزر می‌اندیشد، به زندگی خود پایان می‌دهد و در کنار نادره جان می‌سپارد.

## نقد، دریافت، و جوایز
راجر ایبرت به این فیلم ۴ ستاره داده و آن را اثری قابل توجه دانست.
«خانه‌ای از شن و مه» برای نقش‌آفرینی شهره آغداشلو در جامعه ایرانی بسیار شناخته شد. آغداشلو برای بازی در این فیلم نامزد دریافت جایزه اسکار برای نقش دوم زن شد. همچنین یکی از خوانندگان سرشناس ایرانی، اندی، یکی از ترانه‌هایش به نام «سلام عاشقونه» را در این فیلم اجرا کرده است و در سکانسی از فیلم یک ترانه با صدای گوگوش به نام «شب شیشه‌ای» پخش شده است.

## فیلمنامه
نویسنده کتاب آندره دوبوس سوم که داستان فیلم از کتاب وی برگرفته شده است، بیش از صد پیشنهاد از استودیوهای فیلم دریافت کرده بود که می‌خواستند کتاب او را به فیلم تبدیل کنند.

## پخش
در فیلم می‌بینیم که کتی به دلیل پرداخت نشدن مالیات تجاری از خانه اش اخراج می‌شود. در طول فیلم، او معتقد است که تصرف و حراج خانه او اشتباه بوده است. او نمی‌توانست از چیزی که هرگز نداشته است به آنها مالیات بدهد. وی همچنین اظهار داشت که خانه را از پدرش به همراه یک برادر به ارث برده است. بعداً، وقتی کتی از طریق تلفن از برادرش خواست تا با او تماس بگیرد، او چیزی دربارهٔ محصولات شرکتش می‌گوید، به این معنی که او صاحب مشاغل است. این استدلال که تخلیه نادرست خانه را از بین می‌برد، دلالت بر این دارد که برادر، که صاحب خانه است، بدهکار مالیات است، و کتی هزینه آن (آواره شدن) را پرداخت و خانه خود را از دست داد.

## گیشه
این فیلم در ۱۹ دسامبر ۲۰۰۳ اکران محدودی را در ایالات متحده آغاز کرد و در رتبه ۴۳ اکران شد و در آخر هفته افتتاحیه ۴۵٫۵۷۲ دلار فروخت. در نهایت ۱۳٬۰۴۰٬۲۸۸ دلار در آمریکای شمالی و ۳٬۹۰۲٬۵۰۷ دلار در سایر مناطق به فروش رسید و مجموعاً ۱۶٬۹۴۲٬۷۹۵ دلار در سراسر جهان به دست آورد. بودجه تولید فیلم ۱۶٫۵ میلیون دلار بود.

## گاف‌های فیلم
- هنگامی که بهرانی و اسماعیل در اتاق خواب اسماعیل در حال گفتگو هستند، بالش از حالت افقی در پشت کمر اسماعیل قرار دارد و بعد به حالت عمودی تا شانه‌های اسماعیل قرار می‌گیرد و سپس به حالت افقی به پشت سرش برمی گردد.
- وقتی همسر لستر از اتومبیل خود پیاده می‌شود و شروع به حمله به لستر می‌کند، در ماشین را بازمی‌گذارد، در به خودی خود بسته می‌شود و چند ثانیه بعد می‌بینیم در ماشین دوباره باز است.
- کتی هنگام پر کردن گالن بنزین مقدار قابل توجهی بنزین در ایستگاه می‌ریزد، با این حال، وقتی رانندگی می‌کند، مقدار بسیار کمی روی زمین وجود دارد.[۵]